# 黑屋博物馆
黑屋博物馆或俗称黑庙，位于清莱区湄考路306号，是当地著名的私人艺术博物馆。博物馆由塔万·杜查尼设计，建筑结合了泰国现代建筑与兰纳时期的建筑风格。由于此屋装潢与涂料全是黑色系，再加上屋子内摆放的收藏品多以黑色意象为主题，而屋子外观又形似庙宇，被世人们称为黑庙或黑屋。

## 建筑景观

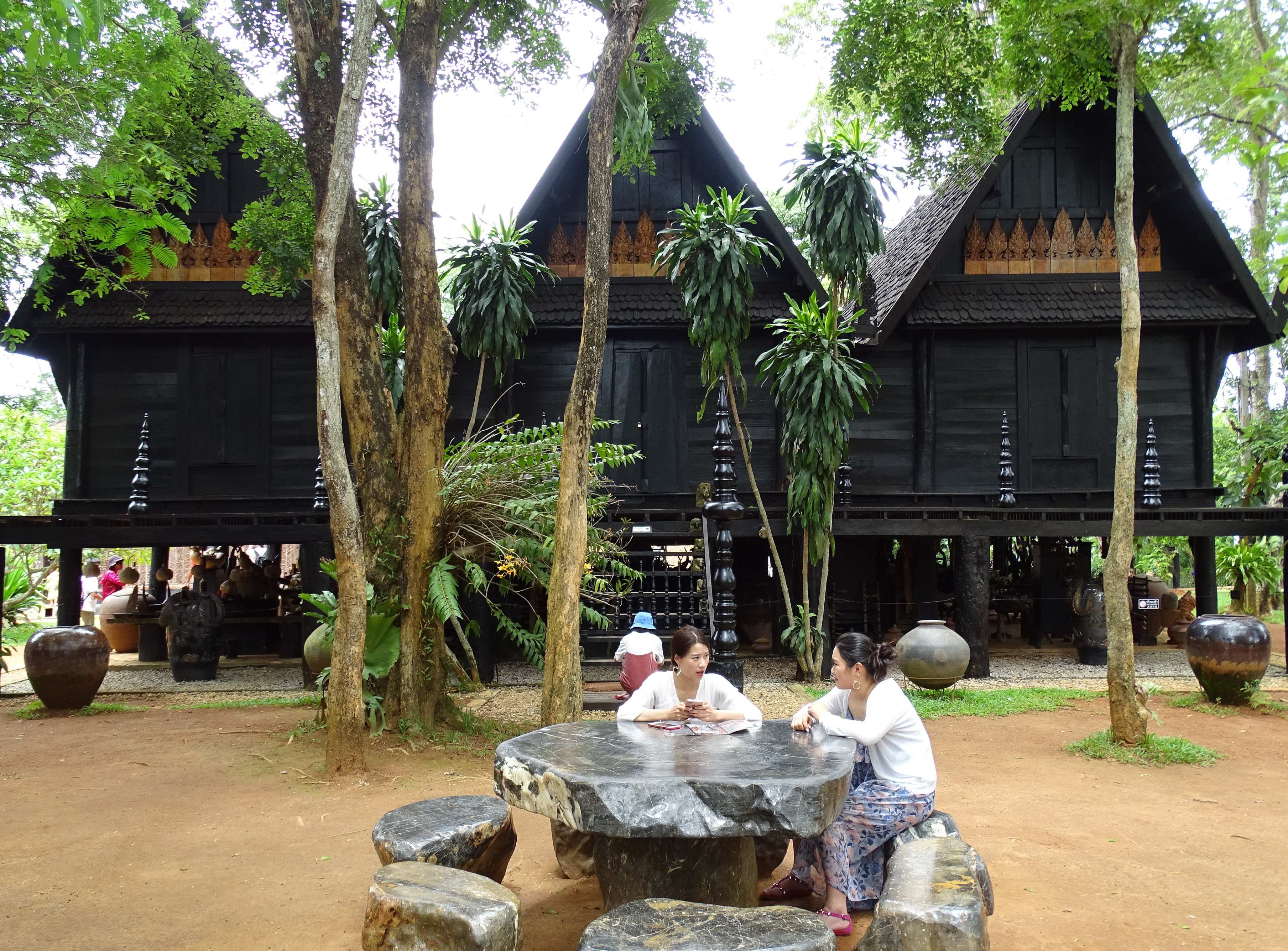
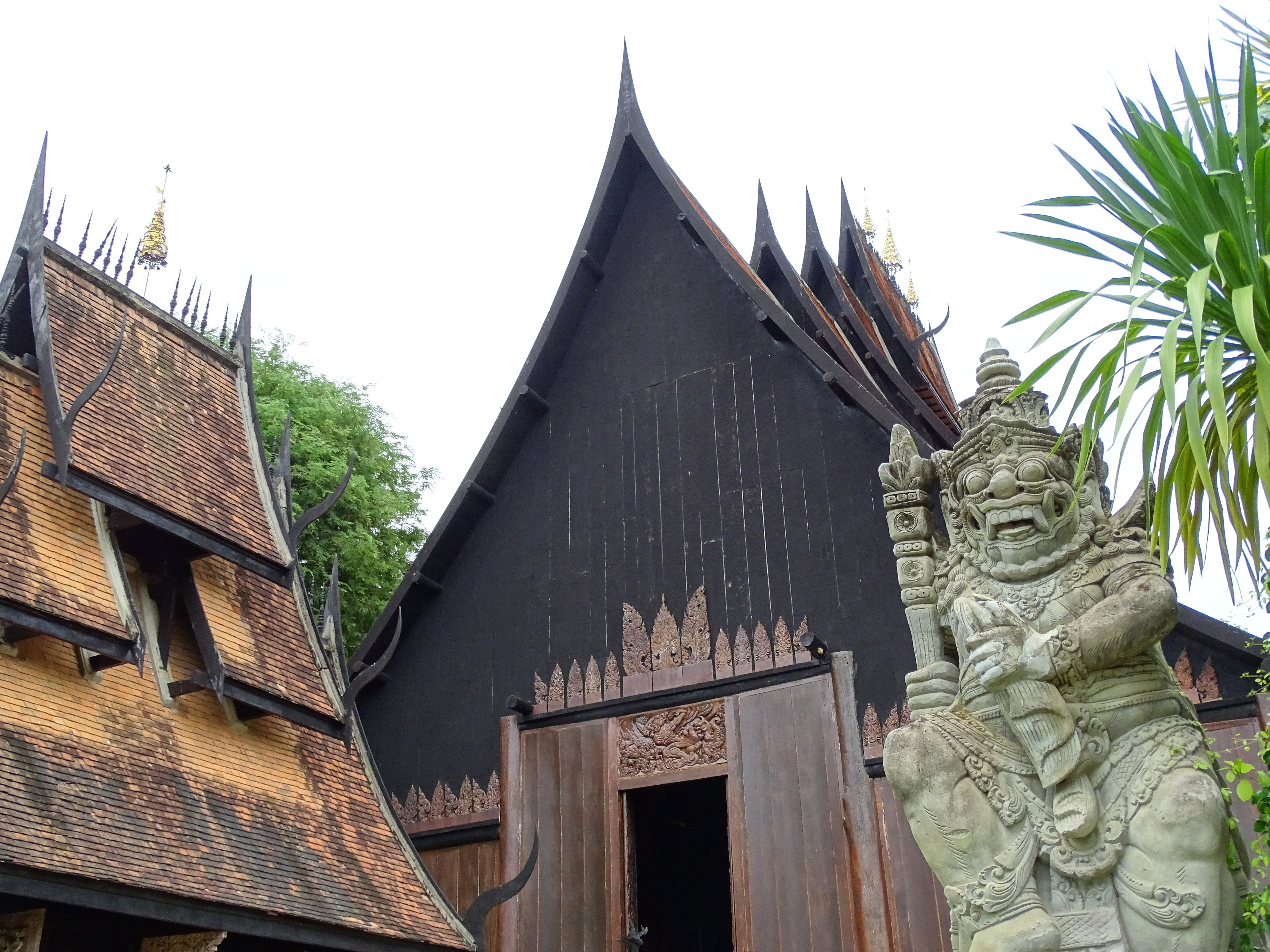
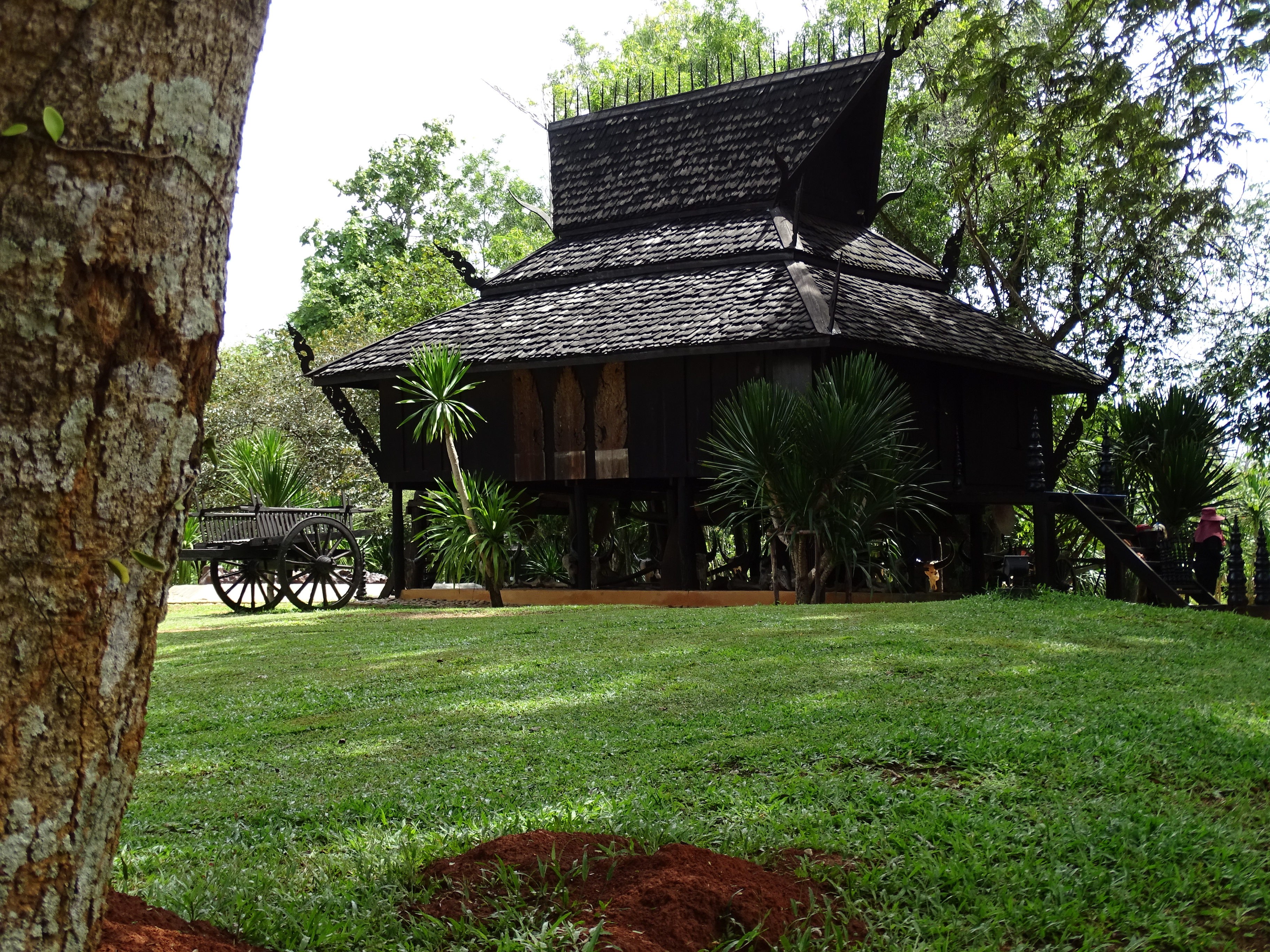
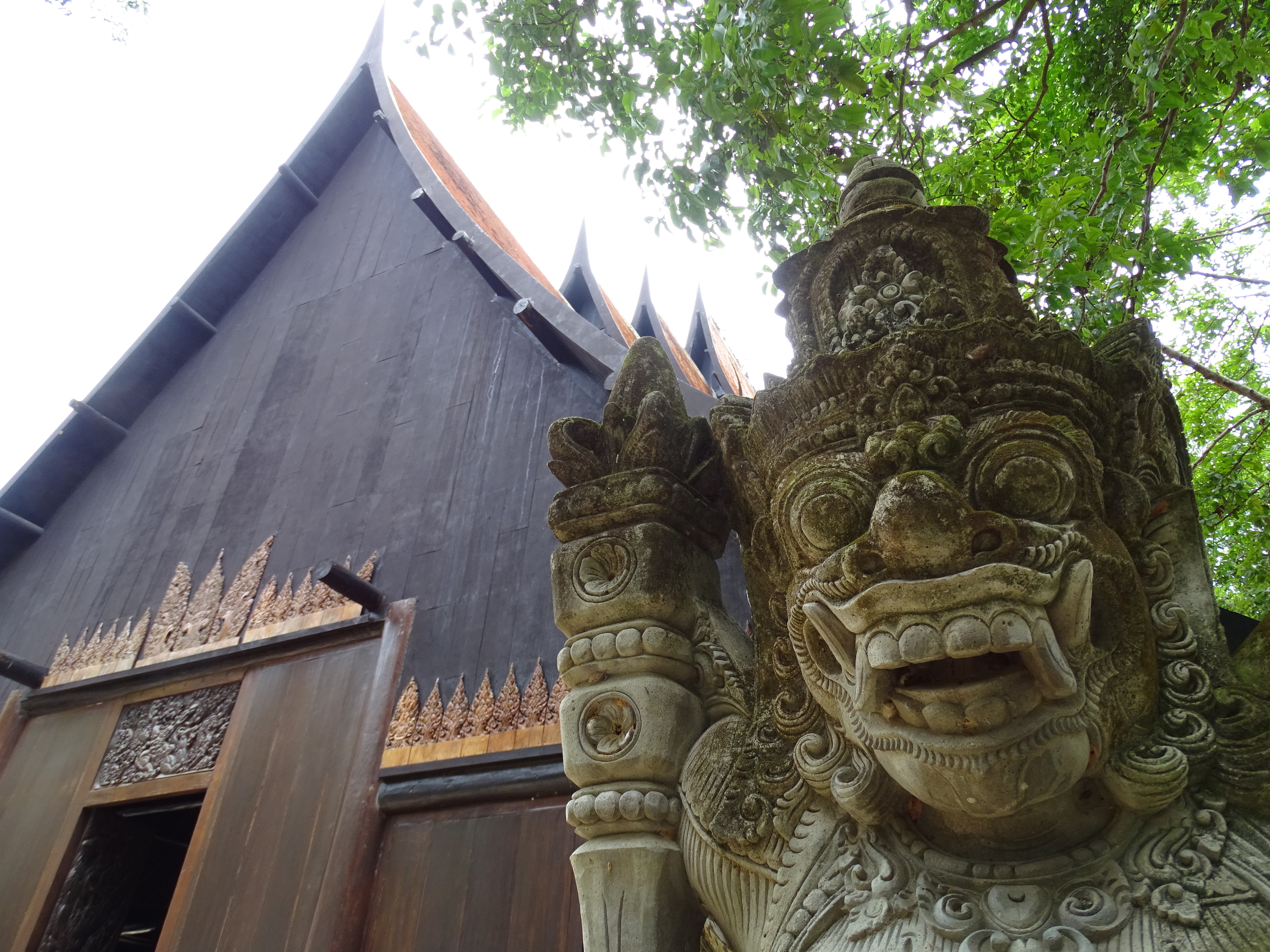
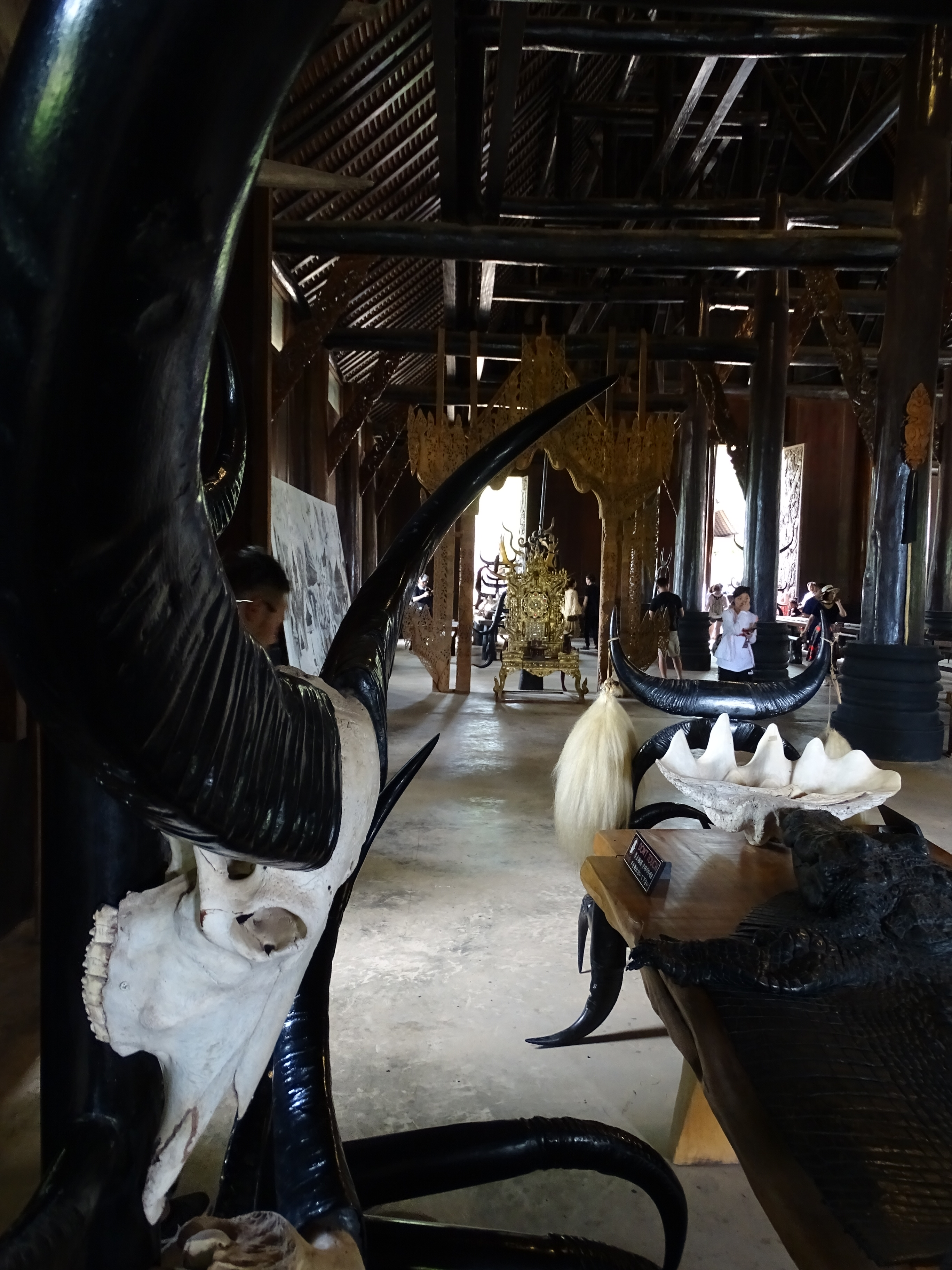
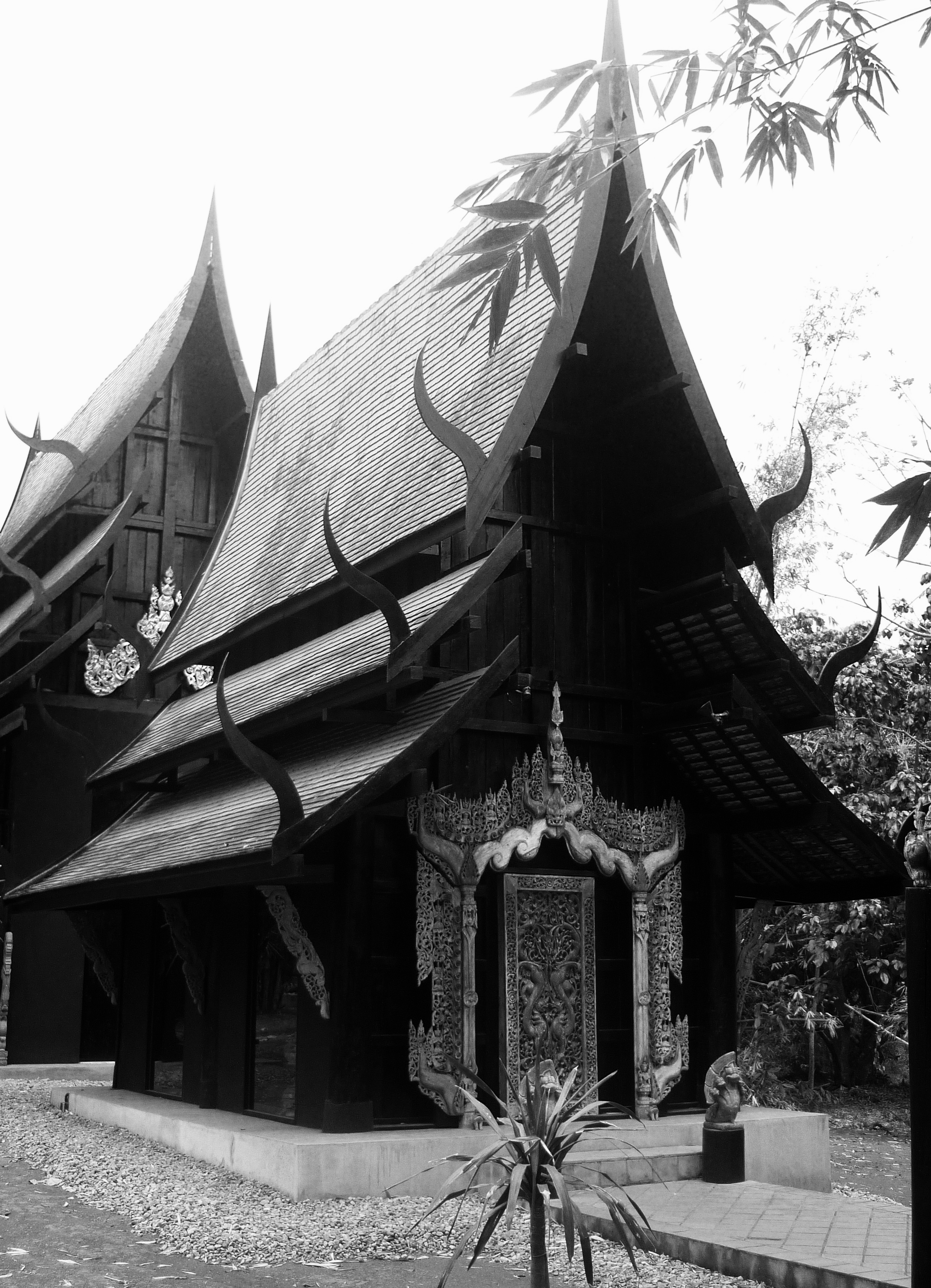